# 3386 Klementinum
3386 Klementinum је астероид главног астероидног појаса чија средња удаљеност од Сунца износи 2,836 астрономских јединица (АЈ).
Апсолутна магнитуда астероида је 12,7.